# Cazinoul din Slănic Moldova
Cazionul din Slănic Moldova este un monument istoric inclus în grupa A având valoarea națională și universală (Cod LMI 2004 - BC II-m-A-00901) aflat pe teritoriul orașului Slănic Moldova.
Cazinoul din Slănic-Moldova a fost ridicat de către meșteri italieni și de pe Valea Slănicului în anii 1892-1894, în stilul Art Nouveau după planurile cunoscutului arhitect ieșean George Sterian, împreună cu H. Rick, din inițiaiva arhitectului Nicolae Ghica-Budești, pe atunci efor al Epitropiei „Sf. Spiridon” din Iași. Din 1948 în imobil funcționează Casa de Cultură, dar, de-a lungul anilor, Cazinoului, beneficiază de o sală de spectacole, au mai fost deschise biblioteca orășenească, precum și unități de servicii publice.
În anul 1960 clădirii i se adaugă două terase destinate amenajării unui bufet, braserie și pensiune. Clădirea Cazinou a fost restaurată în perioada 1986-1989 pentru a i se reda forma inițială, fiind amenajată în totalitate a ca edificiu cultural-educativ.
Cazinoul are o suprafață construită de 1.847 mp și a făcut obiectul a numeroase licitații în ultimii ani, rămase fără rezultat, deși clădirea a fost reabilitată total în anii 1994-1995.
În 2025 Cazinoul a fost relansat sub denumirea istorică consacrată Casino Regal.

## Legături externe
Materiale media legate de Cazinoul din Slănic Moldova la Wikimedia Commons